# Ligne T1 du tramway de Gand
Pour les articles homonymes, voir Ligne T1.
La ligne T1 du tramway de Gand est une ligne de tramway qui relie le Flanders Expo au dépôt de tramway de Gentbrugge.
Elle reliait auparavant Flanders Expo à Everghem selon un axe Nord-Sud.

## Histoire
Le premier itinéraire de la ligne desservait Gasmeterlaan jusqu'à Gent-Zuid. Elle utilisait une partie du tracé de la ligne actuelle avec des tramways à traction hippomobile.
Le 26 avril 1899, des accumulateurs électriques furent installés et disposés, en 1904, sur les câbles aériens du tramway.
Le 22 janvier 1906, la ligne allait de Gentbrugge à Gasmeterlaan en passant par Arsenaal, Brusselsesteenweg, Hoveniersstraat, Ledebergplein, Sint-Lievenspoort, Hubert Frère-Orbanlaan, Zuidstation, Vlaanderenstraat, Limburgstraat, Sint-Baafs, Emile Braunplein, Korenmarkt, Groentenmarkt, Sint-Veerleplein, Burgstraat, Rabotstraat, Gebroeders De Smetstraat et Gasmeterlaan. 
Le 5 septembre 1931, la route fut modifiée à partir de Eggermontstraat jusqu'à Joseph Vervaenestraat, avec l'apparition d'un terminus d'une centaine de mètres de l'anneau ferroviaire autour de Gand. Le terminus est devenu connu sous le nom de Moscou.
Le 20 janvier 1972, la voie autour du square Van Beveren fut inaugurée. 
Du 3 septembre 1976 au 23 mars 1978, le tramway était interdit sur le pont De Smet à cause du danger d'effondrement. Une navette amenait les voyageurs à la place Van Beveren. 
Le 31 août 1982, la première extension, entre la Place Van Beveren et Botestraat, fut inaugurée par le ministre des Transports, Herman De Croo. 
Le 30 octobre 1982, la ligne fut étendue vers Liefkensbrug. 
Le 25 février 1984, le tramway roulait pour la première fois dans l'Industrieweg Wondelgem. Au total 3,25 km sont mis en service cette année-là.
Le 2 juillet 1984, le tronçon de la ligne 1 fut modifié par un changement avec la ligne 4. La ligne va maintenant de Wondelgem à Sint-Pieters (un changement de la Corn Market). La ligne 11 (Sint-Pieters - De Beverenplein) et la ligne 12 (Sint-Pieters - Le marché du maïs) y ont aussi été introduites. Le creusement d'un tunnel sous la voie ferrée à Gand-Eeklo pour étendre la ligne jusqu'à Evergem-Brielken fut inauguré le 25 mars 1989. La ligne 10 (Sint-Pieters - Wondelgem-Industrieweg) fut également inaugurée à cette date.
Le 19 août 2004, la numérotation a été simplifiée, les lignes 1, 10, 11 et 12 sont maintenant la ligne 1. Le 7 mai 2002, les travaux ont commencé pour le prolongement de la ligne de la Gare Saint-Pierre avec une extension d'un peu plus de deux kilomètres. Le 1er septembre 2004, la première partie de l'extension a été mise en service, jusqu'au centre d'affaires Maaltecenter. Le 15 avril 2005, la deuxième partie a été mise en service jusqu'à Flanders Expo.
Jusqu'au 5 janvier 2024, la ligne 1 reliait Flanders Expo à Everghem. À partir du 6 janvier 2024, la ligne 1 est transformée en ligne T1 et relie désormais Flanders Expo au dépôt de Gentbrugge en reprenant l'ancien itinéraire de la ligne 1 entre Flanders Expo et la gare de Gand-Saint-Pierre, l'ancien itinéraire de la ligne 2 entre Gand-Saint-Pierre et Gand Sud, l'ancien itinéraire de la ligne 4 entre Gand Sud et Ledeberg ainsi qu'une section inutilisée entre Ledeberg et le dépôt de Gentbrugge.

## Tracé et stations

### Les stations
|  |   |  | Station                            | Lat/Long                    | Commune                    | Correspondances                                                        |
|  | - |  | ---------------------------------- | --------------------------- | -------------------------- | ---------------------------------------------------------------------- |
|  | O |  | Flanders Expo                      | 51° 01′ 30″ N, 3° 41′ 35″ E | Saint-Denis-Westrem (Gand) | P+R                                                                    |
|  | o |  | Maria Middelares Maalte            | 51° 01′ 22″ N, 3° 41′ 56″ E | Saint-Denis-Westrem (Gand) | 76, 77, 78                                                             |
|  | o |  | Maaltebruggestraat                 | 51° 01′ 29″ N, 3° 42′ 23″ E | Gand                       | 76, 77, 78                                                             |
|  | o |  | Flamingostraat                     | 51° 01′ 41″ N, 3° 42′ 29″ E | Gand                       | 48, 49, 70, 71, 76, 77, 78                                             |
|  | o |  | Tuinwijklaan                       | 51° 01′ 53″ N, 3° 42′ 24″ E | Gand                       | 44, 48, 49, 70, 71, 72, 76, 77, 78                                     |
|  | o |  | Gent Sint-Pietersstation           | 51° 02′ 12″ N, 3° 42′ 34″ E | Gand                       | T3 , T4 , 9a, 9b, 19, 20, 34, 48, 49, 50, 55, 70, 71, 76, 77, 78, SNCB |
|  | o |  | Meersstraat                        | 51° 02′ 19″ N, 3° 42′ 38″ E | Gand                       | T3 , T4 , 9a, 9b, 19                                                   |
|  | o |  | Koning Albertbrug                  | 51° 02′ 34″ N, 3° 42′ 40″ E | Gand                       | T3 , T4 , 19                                                           |
|  | o |  | Bijlokehof                         | 51° 02′ 43″ N, 3° 42′ 49″ E | Gand                       | T3 , T4                                                                |
|  | o |  | Bernard Spaelaan                   | 51° 02′ 53″ N, 3° 42′ 35″ E | Gand                       | T3 , T4                                                                |
|  | o |  | Rozemarijnbrug                     | 51° 03′ 01″ N, 3° 42′ 34″ E | Gand                       | T3 , T4                                                                |
|  | o |  | Galgenberg                         | 51° 03′ 02″ N, 3° 42′ 50″ E | Gand                       | T3                                                                     |
|  | o |  | Oude Houtlei                       | 51° 03′ 00″ N, 3° 43′ 02″ E | Gand                       | T3                                                                     |
|  | o |  | Koophandelsplein                   | 51° 03′ 02″ N, 3° 43′ 19″ E | Gand                       | T3                                                                     |
|  | o |  | Vogelmarkt                         | 51° 03′ 02″ N, 3° 43′ 34″ E | Gand                       | T3                                                                     |
|  | o |  | Lippensplein                       | 51° 03′ 00″ N, 3° 43′ 49″ E | Gand                       | T2 , T3                                                                |
|  | o |  | Zuid                               | 51° 02′ 53″ N, 3° 43′ 54″ E | Gand                       | T2 , T3 , 5a, 5b, 6, 16, 33, 40, 41, 42, 55, 56, 70, 71, 76, 77, 78    |
|  | o |  | Vijfwindgatenstraat                | 51° 02′ 40″ N, 3° 44′ 01″ E | Gand                       | T2 , T3                                                                |
|  | o |  | Sint-Lievenspoort (Zuidpark)       | 51° 02′ 24″ N, 3° 44′ 11″ E | Gand                       | T3 , 33, 40, 41, 42                                                    |
|  | o |  | P+R Ledeberg (Hundelgemsesteenweg) | 51° 02′ 15″ N, 3° 44′ 19″ E | Ledeberg (Gand)            | T3 , P+R                                                               |
|  | o |  | Ledebergplein                      | 51° 02′ 15″ N, 3° 44′ 33″ E | Ledeberg (Gand)            | T3 , 9a, 9b, 20                                                        |
|  | O |  | Stelplaats                         | 51° 02′ 10″ N, 3° 45′ 06″ E | Gentbrugge (Gand)          | T2 , 9a, 9b, 20                                                        |

## Exploitation de la ligne
La ligne T1 est exploitée par De Lijn. Le temps de parcours est de 35 minutes.

### Fréquence
La fréquence de passage est de 6 minutes en heures de pointe, de 10 minutes en heures creuses et de 15 à 20 minutes en soirée.

### Matériel roulant
La ligne exploitée à l'aide de rames Bombardier Hermelijn et Bombardier Flexity Albatros.